# Seznam predsednikov Socialistične Republike Slovenije
Seznam predsednikov Socialistične Republike Slovenije zajema predsednike Predsedstva Socialistične Republike Slovenije.
Funkcija predsednika je bila uvedena leta 1974 z Ustavo Socialistične federativne republike Jugoslavije in Ustavo Socialistične republike Slovenije istega leta kot predsednika kolektivnega organa, ki je opravljal funkcijo šefa države na ravni republike in je bil ustreznica Predsedstvu SFRJ na zvezni ravni. Položaj se je imenoval Predsednik Predsedstva Socialistične republike Slovenije. Ta naziv je bil leta 1990 spremenjen v Predsednika predsedstva Republike Slovenije, ukinjen pa je bil z novo ustavo, sprejeto 23. decembra 1991, ko je bila vpeljana individualna funkcija šefa države, ki je v veljavi še danes: Predsednik Republike Slovenije.

## Seznam
| #                                                                   | Slika                                                               | Ime in stranka                                                      | Rojen umrl                                                          | Doba predsedovanja                                                  | Opombe                                                                        |
| (Seznam predsednikov Predsedstva Socialistične republike Slovenije) | (Seznam predsednikov Predsedstva Socialistične republike Slovenije) | (Seznam predsednikov Predsedstva Socialistične republike Slovenije) | (Seznam predsednikov Predsedstva Socialistične republike Slovenije) | (Seznam predsednikov Predsedstva Socialistične republike Slovenije) | (Seznam predsednikov Predsedstva Socialistične republike Slovenije)           |
| ------------------------------------------------------------------- | ------------------------------------------------------------------- | ------------------------------------------------------------------- | ------------------------------------------------------------------- | ------------------------------------------------------------------- | ----------------------------------------------------------------------------- |
| 1.                                                                  | Sergej Kraigher                                                     | Sergej Kraigher (ZKS)                                               | 30. maj 1914, Postojna 18. januar 2001, Ljubljana                   | maj 1974 maj 1978                                                   | predsednik Predsedstva Socialistične Republike Slovenije, 1. mandat           |
| 1.                                                                  | Sergej Kraigher                                                     | Sergej Kraigher (ZKS)                                               | 30. maj 1914, Postojna 18. januar 2001, Ljubljana                   | maj 1978 maj 1979                                                   | 2. mandat                                                                     |
| 2.                                                                  | Viktor Avbelj                                                       | Viktor Avbelj (ZKS)                                                 | 27. oktober 1914, Prevoje 6. april 1993, Ljubljana                  | maj 1979 maj 1982                                                   | 1. mandat                                                                     |
| 2.                                                                  | Viktor Avbelj                                                       | Viktor Avbelj (ZKS)                                                 | 27. oktober 1914, Prevoje 6. april 1993, Ljubljana                  | maj 1982 7. maj 1984                                                | 2. mandat                                                                     |
| 3.                                                                  | France Popit                                                        | France Popit (ZKS)                                                  | 3. avgust 1921, Vrhnika 25. januar 2013, Primorska                  | 7. maj 1984 maj 1986                                                | 1. mandat                                                                     |
| 3.                                                                  | France Popit                                                        | France Popit (ZKS)                                                  | 3. avgust 1921, Vrhnika 25. januar 2013, Primorska                  | maj 1986 maj 1988                                                   | 2. mandat                                                                     |
| 4.                                                                  |                                                                     | Janez Stanovnik (ZKS, ZLSD)                                         | 4. avgust 1922, Ljubljana 31. januar 2020, Ljubljana                | maj 1988 10. maj 1990                                               | izvoljen še po starem sistemu posrednih volitev, vendar prvič z več kandidati |
| 5.                                                                  |                                                                     | Milan Kučan (neodvisni)                                             | 14. januar 1941, Križevci                                           | 1990–1991                                                           |                                                                               |